# Gabriel Cramer
Gabriel Cramer, švicarski matematik , * 31. julij, 1704, Ženeva, Švica, † 4. januar 1752, Bagnols-sur-Cèze, Gard, Francija.

## Življenje
Cramer je pokazal zanimanje za matematiko že zelo zgodaj. Doktoriral je star samo 18 let, pri 20 letih je že bil namestnik vodje katedre za matematiko. Pozneje je bil profesor v Ženevi.

## Delo
Leta 1728 je predlagal rešitev za sanktpeterburški paradoks. Njegova rešitev je bila zelo blizu rešitvi, ki jo je podal Daniel Bernoulli (1700 – 1782) deset let kasneje.
Njegovo najbolj znano delo je Introduction à l'analyse des lignes courbes algébriques, ki ga je objavil leta 1750. V njem je prvi pokazal, da je poljubna krivulja n-te stopnje določena z {\displaystyle {\frac {n(n+3)}{2}}\,} točkami. Izdajal je tudi dela dveh starejših Bernoullijev. Pisal je o vzrokih za sferoidno obliko Zemlje. Po njem se imenuje Cramerjevo pravilo.